# Finlandia Talo

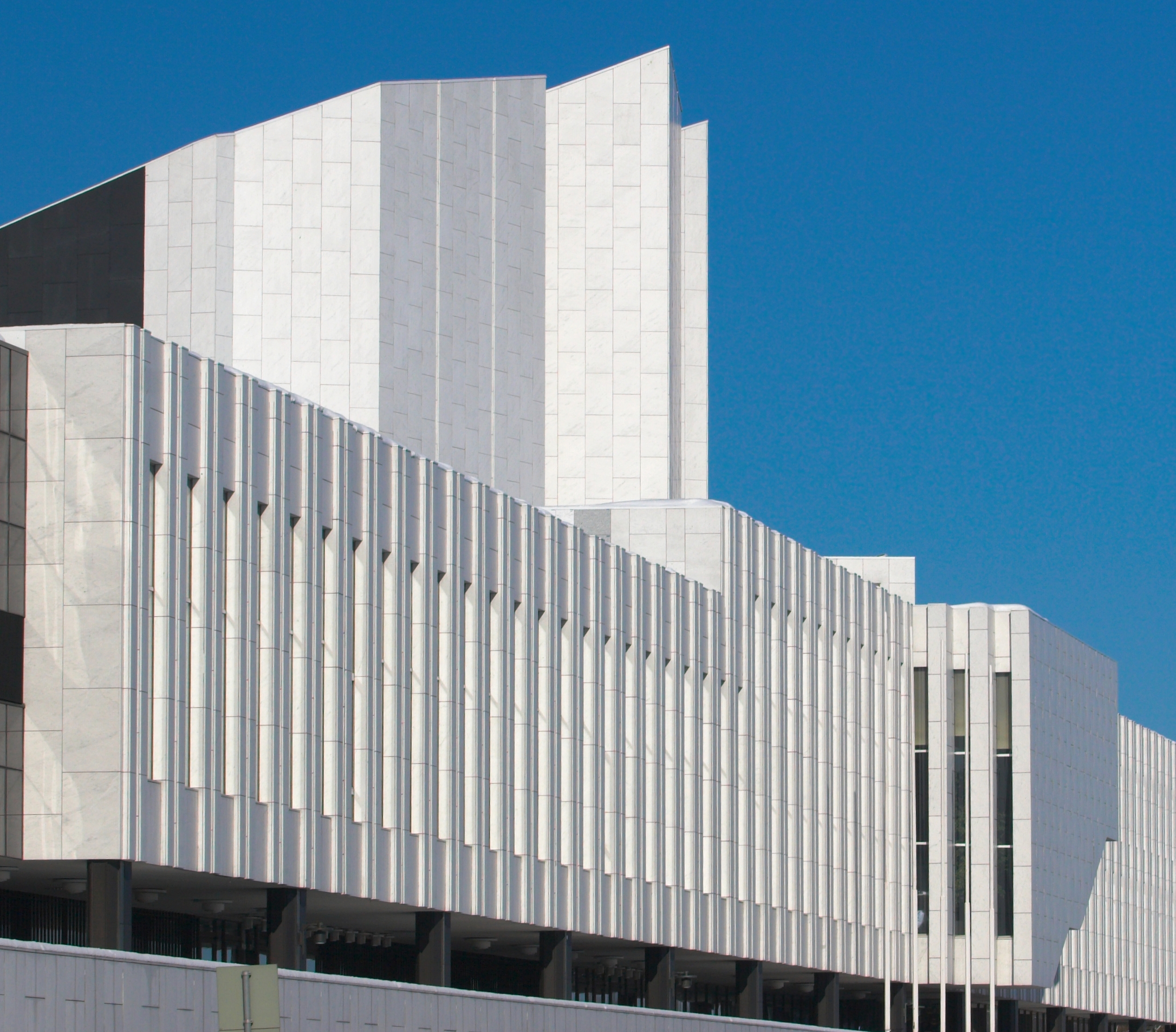
Finlandia Talo

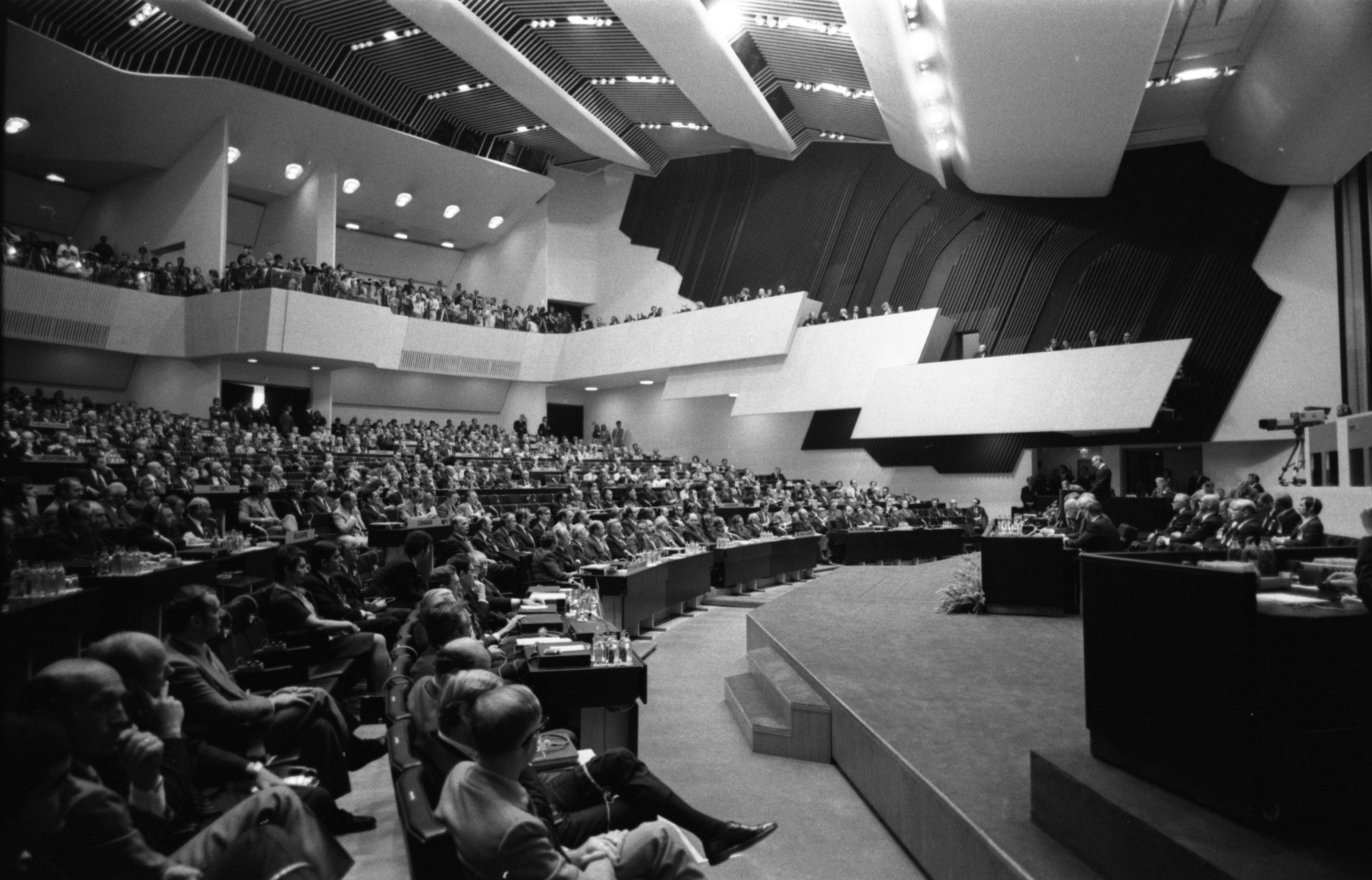
Delegaci na otwarciu obrad KBWE, 1975

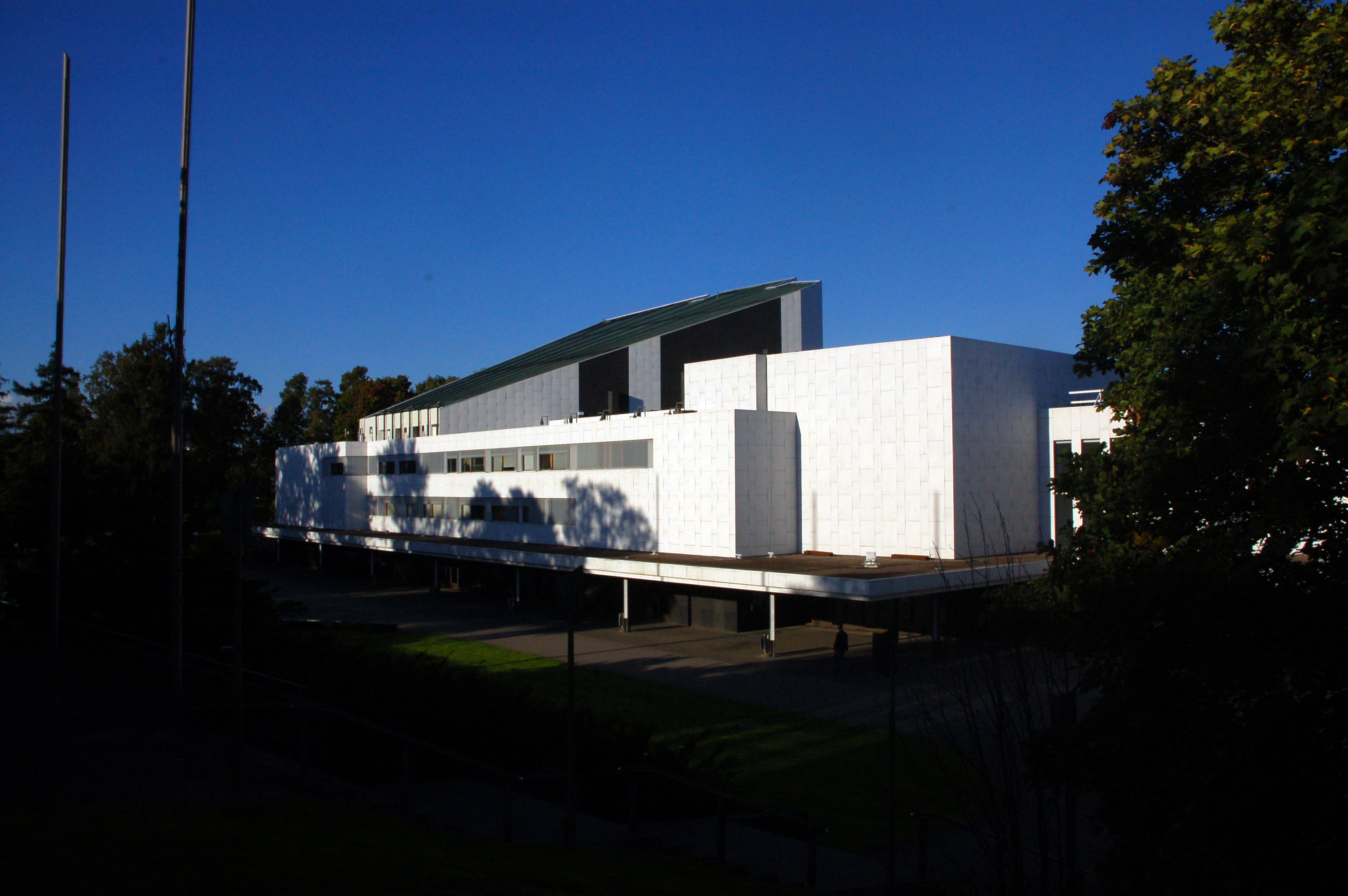
Bryła budynku od strony zatoki

Finlandia Talo – budynek wielofunkcyjny w Helsinkach, mieszczący salę koncertową i centrum konferencyjne. Gmach został zaprojektowany przez Alvara Aalto. Prace budowlane rozpoczęły się w 1967, a zakończyły w 1971. W 1975 w Finlandia Talo został podpisany akt końcowy Konferencji Bezpieczeństwa i Współpracy w Europie. Budynek jest też siedzibą Filharmonii Helsińskiej i Orkiestry Symfonicznej Fińskiego Radia.

## Położenie
Gmach mieści się w Helsinkach, w dzielnicy Töölö, niedaleko zatoki Töölönlahti, przy ulicy Mannerheimintie (droga E 12 i krajowa nr 1), jej wschodniej części, w pobliżu dworca kolejowego.

## Nazwa
Finlandia Talo w języku fińskim oznacza dosłownie Dom Finlandia. Użyta tu nazwa Finlandia jest uroczystym określeniem kraju; na co dzień stosuje się formę Suomi.

## Historia
Alvar Aalto w stworzonym przez siebie planie zagospodarowania miasta przewidział miejsce dla sali koncertowej i kongresowej. Pierwsze projekty powstały w 1961, późniejsze zmiany wprowadzono w latach 1964 i 1971. Miasto powierzyło Alvarowi Aalto realizację tego projektu w 1968. Budowę skrzydła koncertowego ukończono w 1971, pierwszy koncert odbył się 2 grudnia 1971. Do 1975 przygotowano skrzydło konferencyjne dla potrzeb KBWE.

## Architektura
Finlandia Talo jest zaprojektowany tak, aby połączyć monumentalizm konstrukcji z funkcjonalnością, istotną w przypadku sal koncertowych. Z tego powodu nie jest wykonany w ściśle jednym stylu, a zawiera różne elementy, z którymi Aalto eksperymentował przez całe swoje życie zawodowe. Zewnętrzna część budynku wykonana jest z białego marmuru i czarnego granitu. Główną bryłę budynku tworzy część wieżowa z pochyłym dachem, której zadaniem jest zapewnienie hali odpowiedniej akustyki. Zastosowanie marmuru miało symbolizować kulturę śródziemnomorską.

## Dane techniczne
Sala koncertowa w Finlandia Talo może pomieścić 1700 osób, centrum konferencyjne przewidziano na 340 osób. Dla dużych imprez możliwe jest połączenie obu sal w jedną. Centrum kongresowe może pomieścić do 900 osób.